# دکترین جانسون

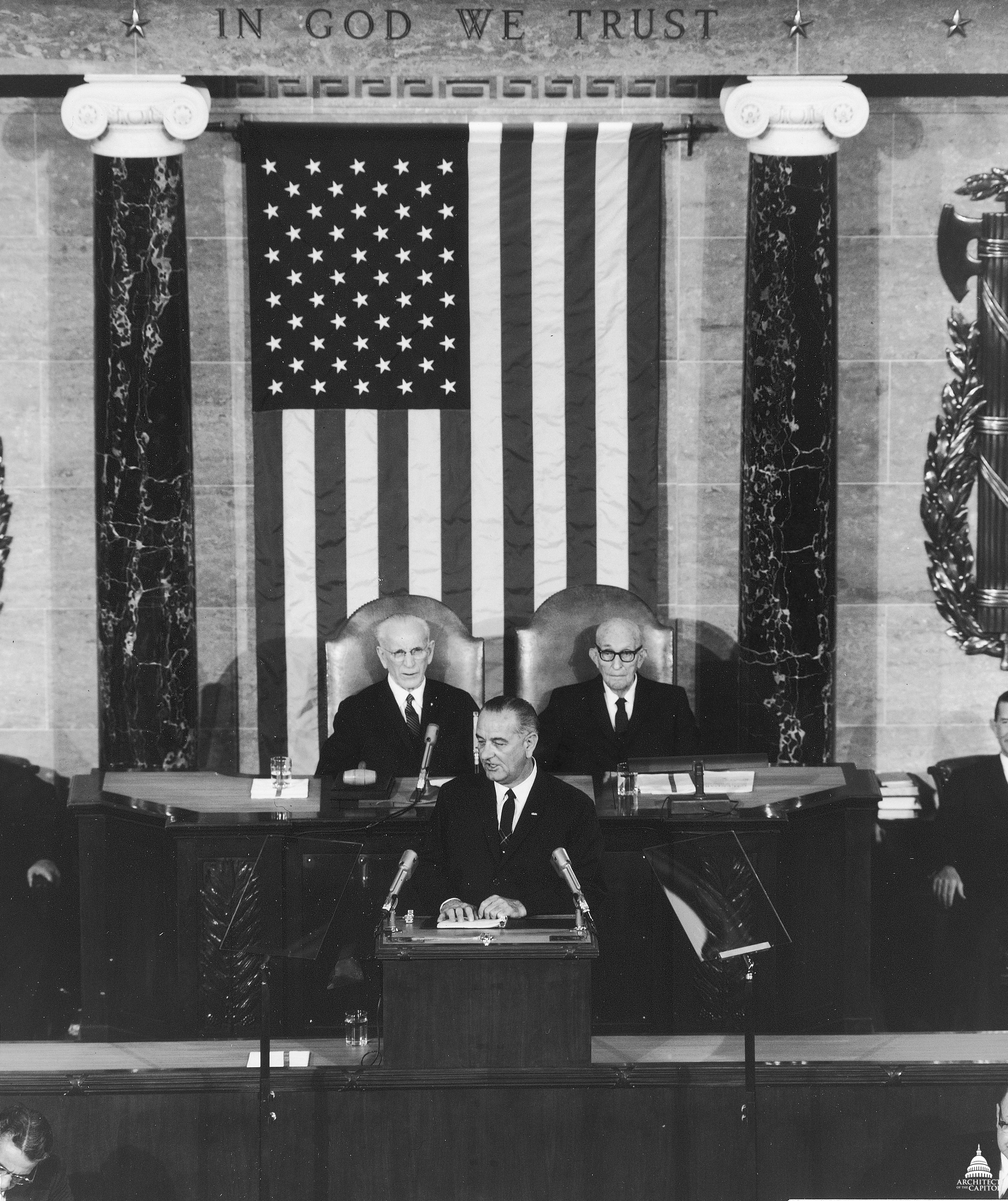

دکترین جانسون (انگلیسی: Johnson Doctrine) این دکترین سیاسی در سال ۱۹۶۵ میلادی توسط لیندون جانسون، ۳۶امین رئیس‌جمهور ایالات متحده آمریکا و معاون وزیر امور خارجه ایالات متحده آمریکا در امور آمریکای لاتین تدوین شد.براساس این دکترین سیاست محدود ساختن حمایت به تقویت دولت‌هایی در آمریکای لاتین که حکومت مبتنی بر نمایندگی دارند (یعنی حکومت‌هایی که از طریق انتخابات عمومی تشکیل می‌شود) متوقف می‌شد و درعوض، ایالات متحده متعهد می‌شد از آن پس همه حکومت‌های آمریکای لاتین را که منافع‌شان با منافع واشنگتن سازگار تلقی می‌شد، مورد حمایت قرار دهد.